# Haematopota occidentalis
Haematopota occidentalis är en tvåvingeart som beskrevs av H. Oldroyd 1952. Haematopota occidentalis ingår i släktet Haematopota och familjen bromsar.
Artens utbredningsområde är Sierra Leone. Inga underarter finns listade i Catalogue of Life.